# Hemistola vestigiata
Hemistola vestigiata är en fjärilsart som beskrevs av Swinhoe 1905. Hemistola vestigiata ingår i släktet Hemistola och familjen mätare. Inga underarter finns listade i Catalogue of Life.